# Kensington (Londen)
Kensington is een gebied in het Londense bestuurlijke gebied Kensington en Chelsea, in de regio Groot-Londen.

## Straten en parken
- Kensington High Street is belangrijkste winkelstraat in Kensington
- Holland Park
- Kensington Gardens

## Bezienswaardigheden
- Design Museum
- Kensington Palace is een koninklijke residentie in de Kensington Gardens
- Leighton House Museum
- Natural History Museum
- Royal College of Music, een van de voornaamste instituten van het westerse muziekonderwijs, tevens museum
- Royal Albert Hall
- Serpentine Gallery
- Science Museum
- Victoria and Albert Museum

## Bekende inwoners van Kensington

### Geboren
- Victoria van het Verenigd Koninkrijk (1819-1901), koningin
- Herbert Plumer (1857-1932), maarschalk tijdens de Eerste Wereldoorlog
- Mrs. Patrick Campbell (1865-1940), toneelspeelster
- Mary van Teck (1867-1953), echtgenote van George V van het Verenigd Koninkrijk
- Adolf van Teck (1868-1927), 1e markies van Cambridge
- Howard Carter (1874-1939), archeoloog en egyptoloog
- Alexander van Teck (1874-1957), 1e graaf van Athlone
- Gilbert Keith Chesterton (1874-1936), letterkundige en journalist
- Paul Alfred Rubens (1875-1917), componist en librettist
- Harold Spencer Jones (1890-1960), astronoom
- Angela Thirkell (1890-1961), schrijfster
- Frederick Browning (1896-1965), officier en olympisch deelnemer
- Patrick Blackett (1897-1974), experimenteel natuurkundige
- William Lovelock (1899-1986), componist, muziekpedagoog, dirigent, organist en muziekcriticus
- Stephen Spender (1909-1995), dichter, romanschrijver en essayist
- George Cohen (1939-2022), voetballer
- Andrew Lloyd Webber (1948), componist
- Antonia Bird (1951-2013), regisseuse
- Daniel Day-Lewis (1957), Engels-Iers acteur
- John Fashanu (1962), voetballer
- Sarah Armstrong-Jones (1964), dochter van Margaret Windsor
- Betty Boo (1970), zangeres, componist en rap-artiest
- Dido Armstrong (1971), zangeres
- Tom Felton (1987), acteur en musicus
- Dakota Blue Richards (1994), actrice
- Sophia Kiely (2000), actrice

### Overleden
- Willem III van Oranje (1702), koning-stadhouder
- Anna van Groot-Brittannië (1714), bekend als Queen Anne
- Joseph Addison (1719), politicus en schrijver
- Isaac Newton (1727), natuurkundige, wiskundige, astronoom, natuurfilosoof, alchemist, officieel muntmeester en theoloog
- William Curtis (1799), botanicus en entomoloog
- August Frederik van Sussex (1843), hertog van Sussex, graaf van Iverness, baron Arklow
- Sophia Mathilde van Hannover (1848), dochter van George III van het Verenigd Koninkrijk
- Thomas Cochrane (1860), graaf van Dundonald, politicus en admiraal in de marine
- William Henry Sykes (1872), officier
- William Burges (1881), architect en ontwerper
- John Gwyn Jeffreys (1885), concholoog (studie van schelpen) en malacoloog (weekdierkunde)
- John Callcott Horsley (1903), kunstschilder
- Charles Thomas Bingham (1908), entomoloog en hoofdofficier in het Britse koloniale leger
- John Robert Parsons (1909), Iers fotograaf en kunstschilder
- William Holman Hunt (1910), kunstschilder
- John Campbell (1914), lid van de Britse adel en de vierde gouverneur-generaal van Canada
- Arthur Gore (1928), tennisser
- Emily Williamson (1936), filantroop en mede-oprichter van de Royal Society for the Protection of Birds, de Britse vogelbeschermingsorganisatie
- Louise van Saksen-Coburg en Gotha (1939), dochter van koningin Victoria
- Alexander Mountbatten (1960), kleinzoon van koningin Victoria
- Marina van Griekenland en Denemarken (1968), hertogin van Kent
- Steve Peregrin Took (1980), drummer en singer-songwriter
- Alice van Albany (1981), gravin van Athlone
- Dennis Poore (1987), piloot, ondernemer, financier en Formule 1-coureur
- Margaret Lockwood (1990), actrice
- Freddie Mercury (1991), zanger Queen
- Charles Crichton (1999), filmregisseur
- Dave Allen (2005), Iers komiek
- Antony Armstrong-Jones (2017), fotograaf en filmmaker, ex-echtgenoot van prinses Margaret Windsor